# 尾脇秀和
尾脇 秀和（おわき ひでかず、1983年 - ）は、日本の日本史学者。
京都府生まれ。2013年佛教大学大学院文学研究科博士後期課程修了、「京都近郊相給村落と近世百姓」で文学博士。現在、神戸大学経済経営研究所研究員、佛教大学非常勤講師。
「近世帯刀風俗の展開―氾がる身分標識とその実態―」で第19回日本風俗史学会研究奨励賞受賞。

## 著書
- 『近世京都近郊の村と百姓』（佛教大学研究叢書）思文閣出版、2014.2
- 『刀の明治維新 「帯刀」は武士の特権か?』（歴史文化ライブラリー）  吉川弘文館, 2018.8
- 『壱人両名 江戸日本の知られざる二重身分』NHKブックス 2019.4
- 『近世社会と壱人両名 身分・支配・秩序の特質と構造』吉川弘文館, 2020.8
- 『氏名の誕生 : 江戸時代の名前はなぜ消えたのか』ちくま新書、2021.4

　※中国語版　王侃良訳『日本人的姓与名 : 江户时代的人名为何消失了』社会科学文献出版社、2023.7
- 『お白洲から見る江戸時代 : 「身分の上下」はどう可視化されたか』NHK出版新書、2022.6
- 『女の氏名誕生 : 人名へのこだわりはいかにして生まれたのか』ちくま新書、2024.9